# Bilinguismo amministrativo in Italia

Le minoranze linguistiche in Italia riconosciute dalla legge n. 482 del 1999 (dati 2013).

Il bilinguismo in Italia ha come base normativa l'articolo 6 della Costituzione ("La Repubblica tutela con apposite norme le minoranze linguistiche"), che riconosce in via di principio la tutela delle lingue minoritarie presenti sul territorio nazionale.
Particolari forme di tutela sono previste dagli statuti speciali delle regioni Trentino-Alto Adige per quanto concerne le lingue tedesca e ladina (incluse minoranze cimbre e mochene), della Valle d'Aosta per quanto riguarda la lingua francese e della Sicilia per la lingua albanese.

## La legge n. 482/1999
La legge n. 482 del 15 dicembre 1999 "Norme in materia di tutela delle minoranze linguistiche storiche" riserva il valore legale degli atti amministrativi ai soli testi redatti in lingua italiana, consentendo l'uso delle lingue minoritarie sia italiane sia estere nell'ambito delle sedi della Pubblica Amministrazione nel territorio sia locale sia nazionale, oltre a stabilire all'art. 1 che "la lingua ufficiale della Repubblica è l'italiano" prevede nei successivi articoli specifiche misure di tutela e valorizzazione per la "lingua e la cultura delle popolazioni albanesi, catalane, germaniche, greche, slovene e croate e di quelle parlanti il francese, il franco-provenzale, il friulano, il ladino, l'occitano e il sardo", quali:
- l'insegnamento della lingua minoritaria nelle scuole materne, primarie e secondarie come seconda lingua opzionale e curricolare aggiunta rispetto a quella italiana (art. 4)
- l'uso orale e scritto della lingua minoritaria ammessa a tutela, "negli uffici delle amministrazioni pubbliche" anche per la "pubblicazione a uso pubblico di atti ufficiali dello Stato" e degli enti locali. Il bilinguismo attivo e passivo, orale e scritto, vale anche per le pubbliche amministrazioni nazionali, i procedimenti davanti al giudice di pace, prevedendosi che siano esplicitamente "escluse le forze armate e le forze di polizia dello Stato", in assenza di ulteriori riferimenti agli altri organi della Magistratura (art. 9);
- l'adozione di toponimi aggiuntivi nella lingua minoritaria (art. 10);
- il ripristino su richiesta di nomi e cognomi nella forma originaria, gratuitamente ed entro 90 giorni dalla richiesta (artt. 10 e 11);
- l'obbligo di poter garantire l'inserimento nei contratti di servizio pubblico radiotelevisivo locale (ad es. con la RAI) di trasmissioni giornalistiche o programmi nelle lingue ammesse a tutela (artt. 12 e 14).

Gli ambiti di applicazione della legge possono essere anche subcomunali e sono definiti dai Consigli Provinciali su richiesta del 15% dei cittadini dei comuni interessati o di 1/3 dei consiglieri comunali. Nel 2001 è stato emesso il D.P.R. n. 345 del 2 maggio 2001 (Regolamento di attuazione della legge 15 dicembre 1999, n. 482, recante norme di tutela delle minoranze linguistiche storiche) che disciplina l'uso della lingua delle minoranze nelle scuole e nelle università, l'uso della lingua delle minoranze da parte dei membri dei consigli comunali, comunità montane, province e regioni, la pubblicazione degli atti ufficiali dello Stato nella lingua ammessa a tutela, l'uso orale e scritto delle lingue ammesse a tutela negli uffici delle pubbliche amministrazioni e il ripristino dei nomi originari e la toponomastica.
La Riforma della RAI del 1975 introdusse l'obbligo per la società concessionaria di "effettuare trasmissioni radiofoniche e televisive in lingua tedesca e ladina per la provincia di Bolzano, in lingua francese per la regione autonoma Valle d'Aosta ed in lingua slovena per la regione autonoma Friuli-Venezia Giulia".
La Convenzione e il Contratto di servizio 2018-2022 hanno esteso la copertura alle seguenti minoranze linguistiche ammesse a tutela: la lingua ladina per la provincia autonoma di Trento, la lingua sarda per la regione autonoma Sardegna, la lingua friulana per la regione autonoma Friuli-Venezia Giulia.
Diverse Regioni hanno inoltre emesso ulteriori provvedimenti di tutela delle lingue locali.

## Trentino-Alto Adige

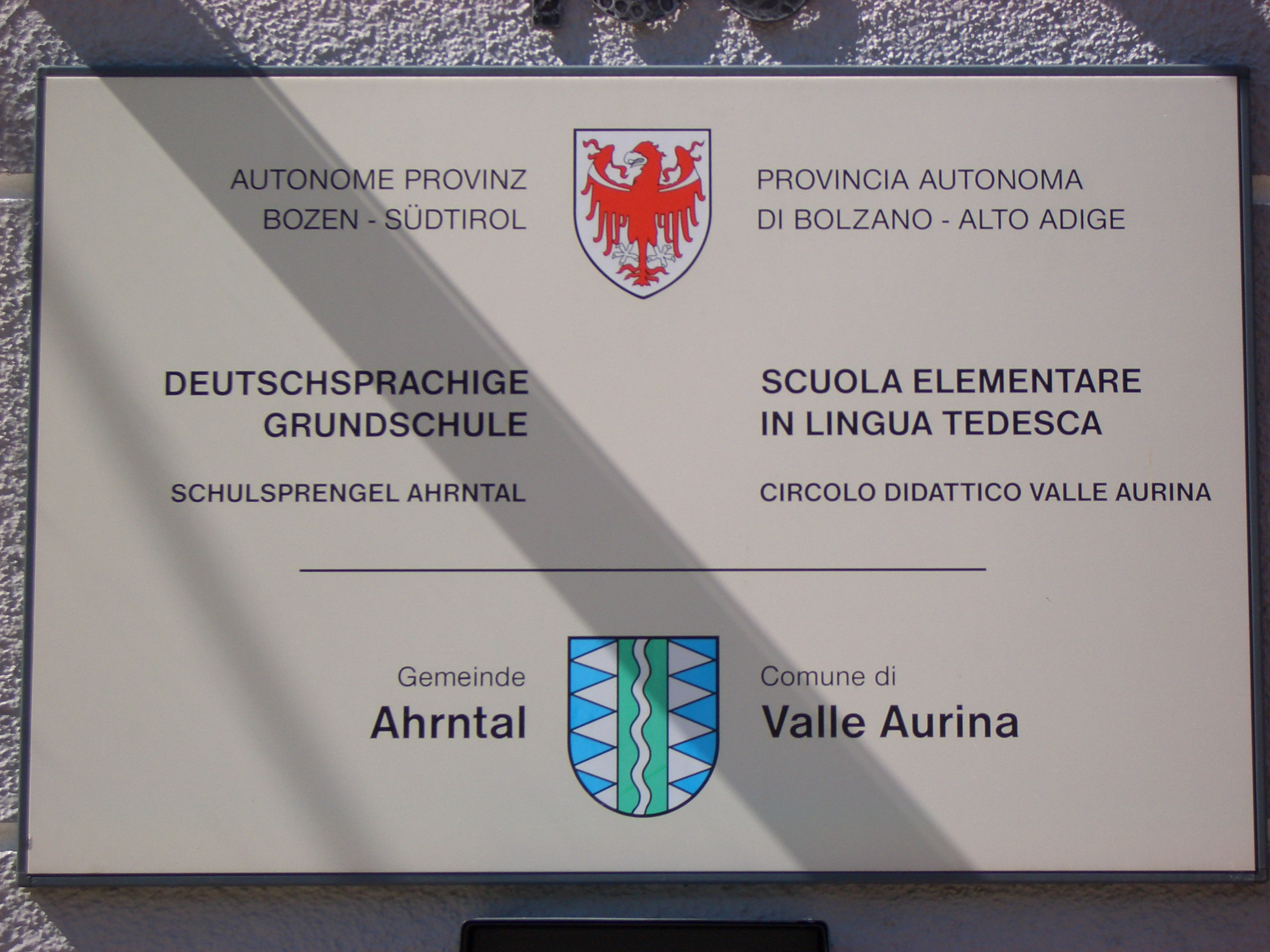
Insegna della scuola elementare in Valle Aurina, Provincia di Bolzano.

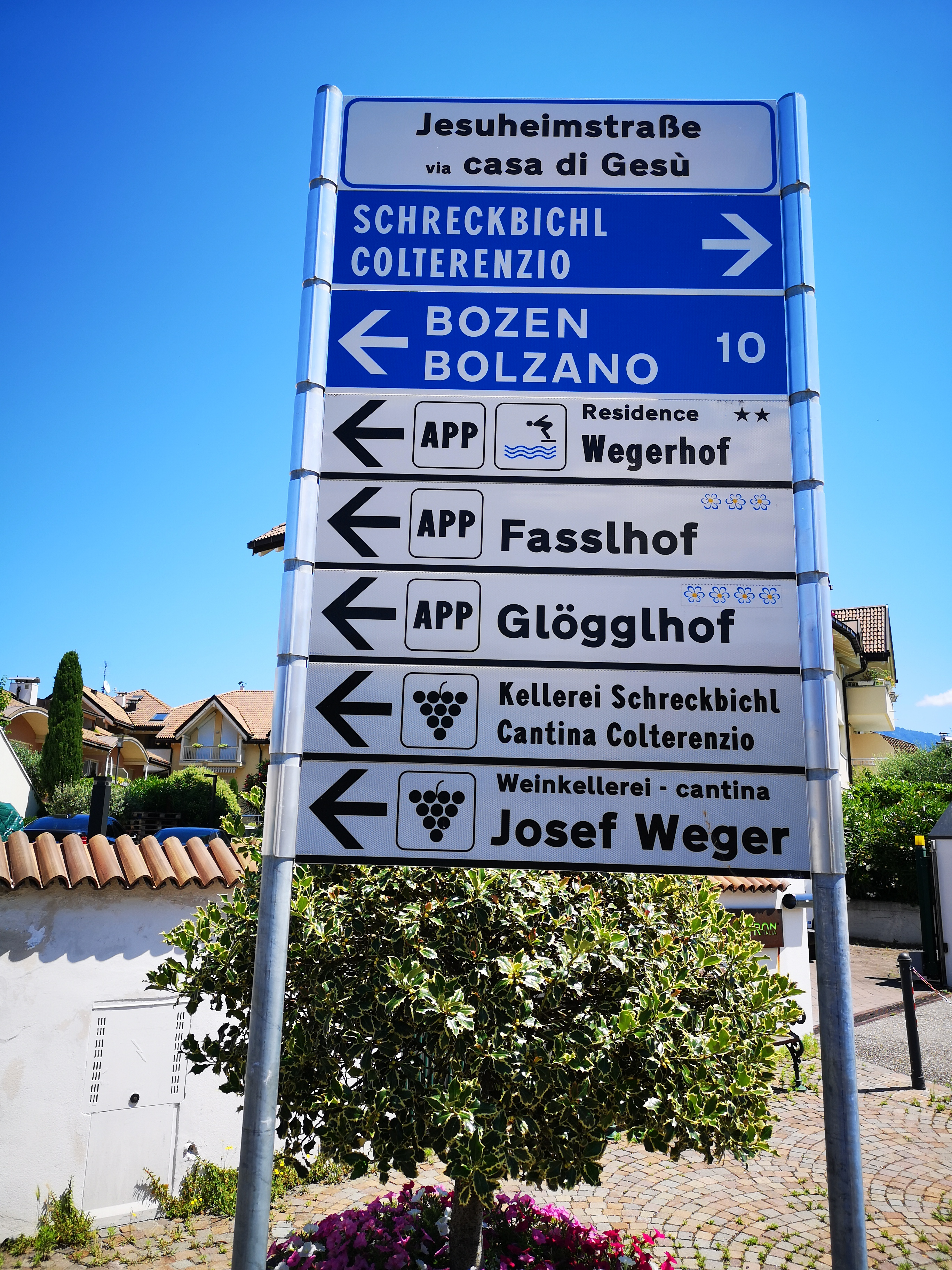
Insegne stradali e turistiche bilingui ad Appiano sulla Strada del Vino.

Per quanto concerne il Trentino-Alto Adige, lo Statuto all'art. 8 precisa in materia di toponomastica l'obbligo della bilinguità nel territorio della provincia di Bolzano, e l'art. 19 in materia di istruzione nella Provincia autonoma di Bolzano l'insegnamento nelle scuole è impartito nella lingua materna italiana o tedesca degli alunni, nonché per l'art. 59 le leggi regionali e provinciali e i regolamenti provinciali sono pubblicati nel "Bollettino ufficiale" della regione, nei testi italiano e tedesco. Ma in particolare dall'art. 99 "Nella regione la lingua tedesca è parificata a quella italiana che è la lingua ufficiale dello Stato. La lingua italiana fa testo negli atti aventi carattere legislativo e nei casi nei quali dal presente statuto è prevista la redazione bilingue", all'art. 100 "I cittadini di lingua tedesca della provincia di Bolzano hanno facoltà di usare la loro lingua nei rapporti con gli uffici giudiziari e con gli organi e uffici della pubblica amministrazione situati nella provincia o aventi competenza regionale, nonché con i concessionari di servizi di pubblico interesse svolti nella provincia stessa", "Gli uffici, gli organi e i concessionari usano nella corrispondenza e nei rapporti orali la lingua del richiedente e rispondono nella lingua in cui gli atti sono stati avviati da altro organo o ufficio; ove sia avviata d'ufficio, la corrispondenza si svolge nella lingua presunta del cittadino cui è destinata" e "Salvo i casi previsti espressamente - e la regolazione dei casi di uso congiunto delle due lingue negli atti destinati alla generalità dei cittadini, negli atti individuali destinati ad uso pubblico e negli atti destinati a pluralità di uffici - è riconosciuto negli altri casi l'uso disgiunto dell'una o dell'altra delle due lingue. Rimane salvo l'uso della sola lingua italiana all'interno degli ordinamenti di tipo militare" e all'art. 101 "Nella provincia di Bolzano le amministrazioni pubbliche devono usare, nei riguardi dei cittadini di lingua tedesca, anche la toponomastica tedesca, se la legge provinciale ne abbia accertata l'esistenza ed approvata la dizione". Per quanto concerne ladini, cimbri e mocheni all'art. 102 "Le popolazioni ladine e quelle mochene e cimbre dei comuni di Fierozzo, Frassilongo, Palù del Fersina e Luserna hanno diritto alla valorizzazione delle proprie iniziative ed attività culturali, di stampa e ricreative, nonché al rispetto della toponomastica e delle tradizioni delle popolazioni stesse. Nelle scuole dei comuni della provincia di Trento ove è parlato il ladino, il mocheno o il cimbro è garantito l'insegnamento della lingua e della cultura ladina o tedesca".

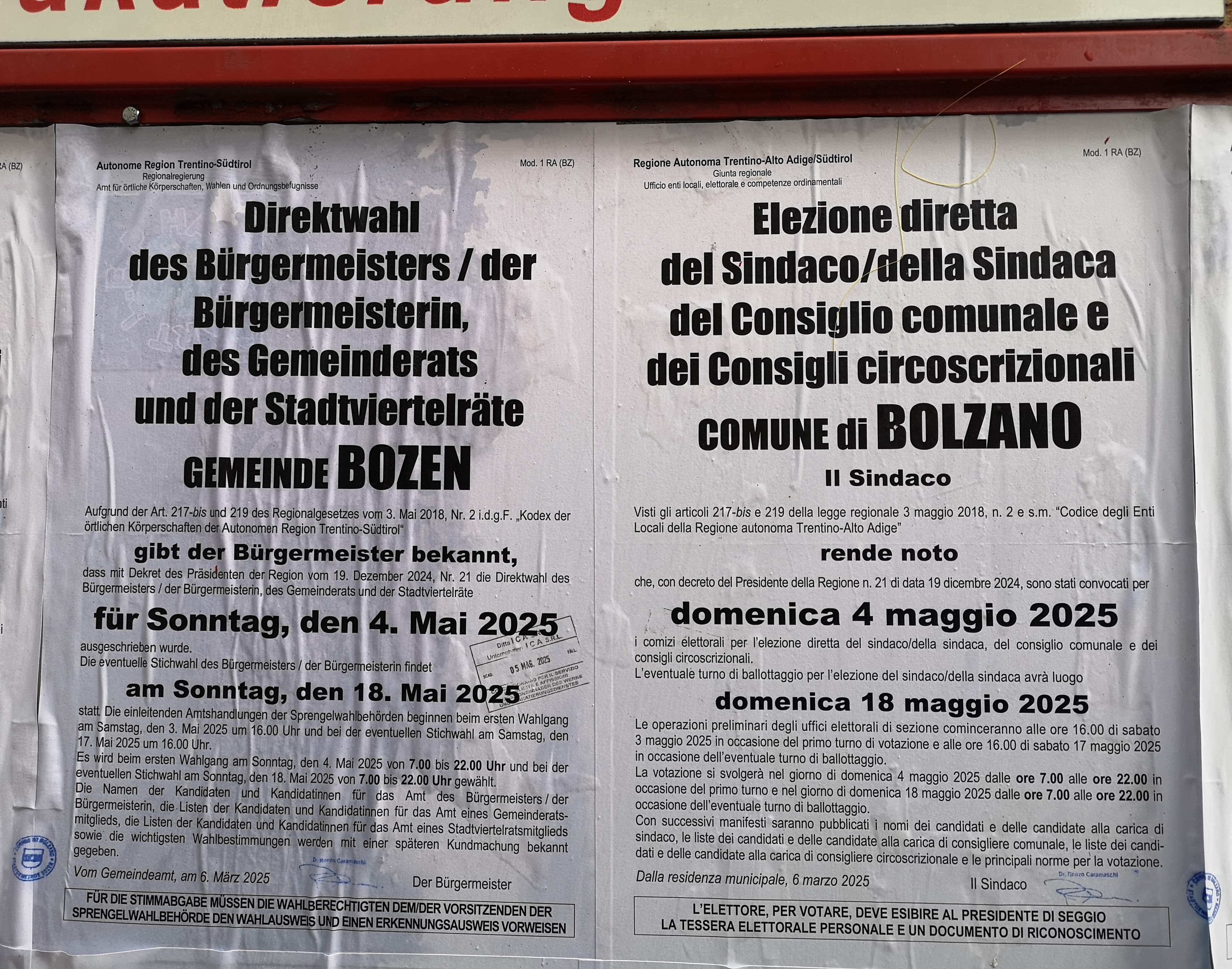
Convocazione elettorale bilingue del Comune di Bolzano.

Inoltre si precisa che "I cittadini di lingua ladina della provincia di Bolzano hanno facoltà di usare la propria lingua nei rapporti orali e scritti con gli uffici della pubblica amministrazione". Ancora negli anni '90, i pubblici funzionari dovevano superare ogni sei anni un esame di verifica del livello di conoscenza dell’italiano e tedesco, garantendo ai cittadini il bilinguismo passivo nella pubblica amministrazione, nella quale la proporzione fra amministratori di lingua italiana e di lingua tedesca non rispecchiava la prevalenza e la distribuzione geografica dei due idiomi nel territorio della provincia autonoma.

## Valle d'Aosta

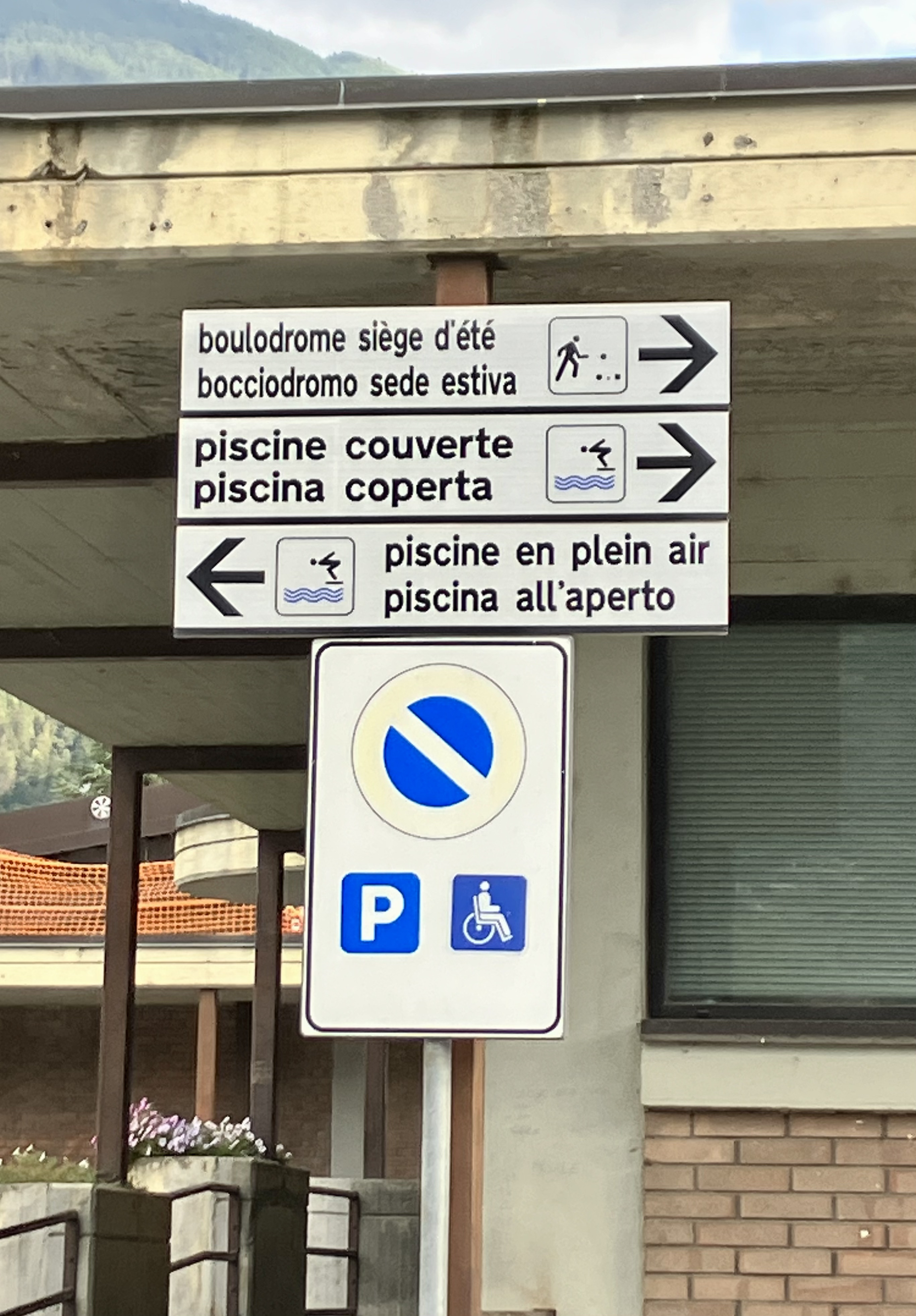
Segnaletica bilingue francese-italiano a Chambarlet (Aosta).

Segnaletica bilingue italo-francese sulla strada statale 26 a Villefranche (Quart)

In Valle d'Aosta lo Statuto (legge costituzionale n. 4 del 26 febbraio 1948) all'art. 38 prevede che "Nella Valle d'Aosta la lingua francese è parificata a quella italiana. Gli atti pubblici possono essere redatti nell'una o nell'altra lingua, eccettuati i provvedimenti dell'autorità giudiziaria, i quali sono redatti in lingua italiana."
Nell'ambito scolastico, il DL n. 365 del 11 novembre 1946 (art. 2) che indica che per insegnare in Valle d'Aosta è necessario conoscere il francese. Secondo lo Statuto di autonomia, in Valle d'Aosta il francese e l'italiano sono obbligatoriamente insegnati nella stessa quantità di ore (art. 39), mentre le restanti materie possono essere insegnate nell'una o nell'altra lingua. Sempre nello Statuto, l'art. 40 autorizza la Regione autonoma ad adottare le norme e i programmi nazionali riguardanti l'insegnamento delle discipline in lingua francese. Il D.P.R. n. 861 del 31 ottobre 1975 (art. 5) precisa che per insegnare in Valle d'Aosta è necessario avere sostenuto un esame di pieno conoscimento del francese, se si è di lingua materna italiana, o viceversa di italiano, se si è di lingua materna francese. La legge italiana n. 196 del 16 maggio 1978 indica le modalità di adattamento dei programmi nazionali all'insegnamento delle materie in lingua francese e precisa che i membri delle commissioni giudicatrici statali devono conoscere la lingua francese.
Per quanto concerne le altre minoranze all'art. 40 bis si afferma che "Le popolazioni di lingua tedesca dei comuni della Valle del Lys individuati con legge regionale (Gressoney-La-Trinité, Gressoney-Saint-Jean, Issime e Gaby) hanno diritto alla salvaguardia delle proprie caratteristiche e tradizioni linguistiche e culturali. Alle popolazioni di cui al primo comma è garantito l'insegnamento della lingua tedesca nelle scuole attraverso gli opportuni adattamenti alle necessità locali."
I funzionari pubblici della regione possono scegliere la lingua di preferenza nella quale esprimersi, ma sono tenuti a conoscere sia l'italiano che il francese, garantendo il bilinguismo passivo al servizio dei cittadini.

## Friuli-Venezia Giulia

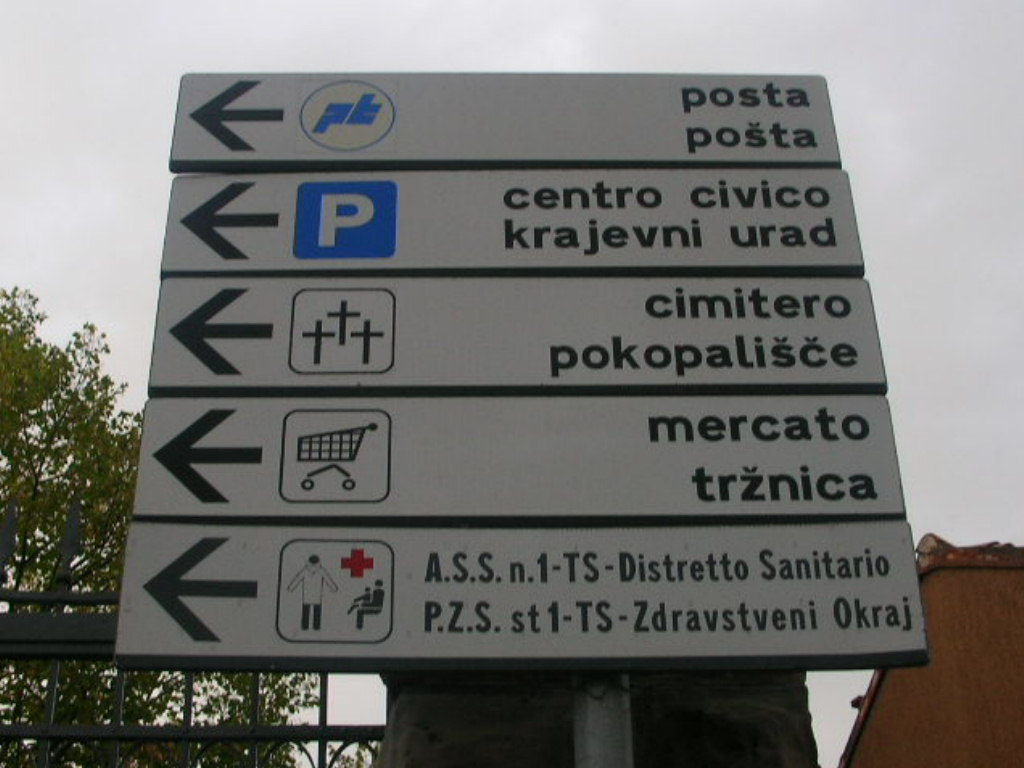
Segnaletica direzionale bilingue italo-slovena in provincia di Trieste.

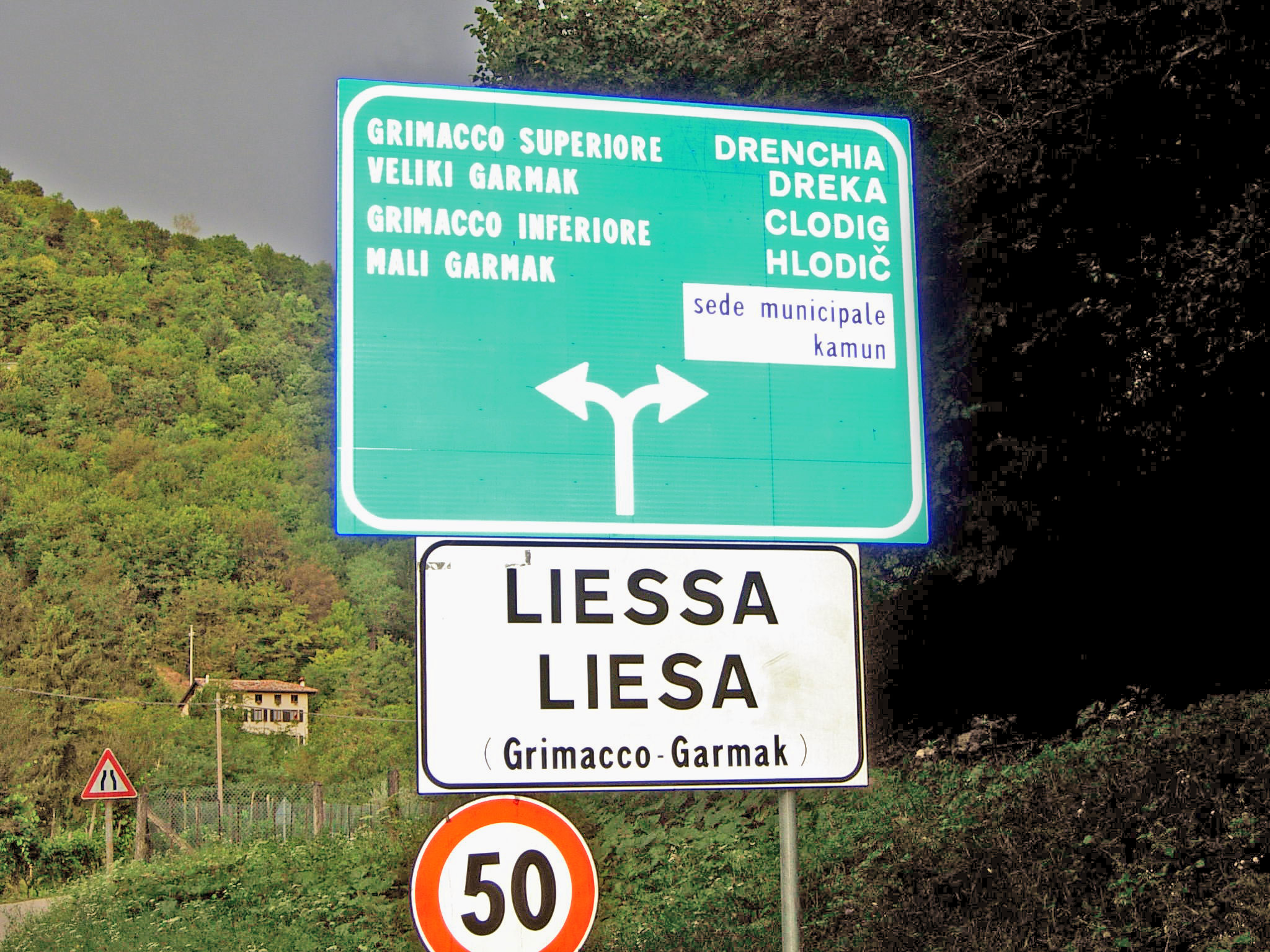
Segnaletica bilingue italo-slovena nella Slavia veneta.

- legge n. 482/1999 "Norme in materia di tutela delle minoranze linguistiche storiche";
- legge 23 febbraio 2001, n. 38 "Norme a tutela della minoranza linguistica slovena della regione Friuli Venezia Giulia", la quale, nell’articolo 5, prevede anche "forme particolari di tutela delle popolazioni germanofone della Val Canale, tenendo conto della situazione quadrilingue della zona";
- legge regionale n. 29/2007 "Norme per la tutela, valorizzazione e promozione della lingua friulana".

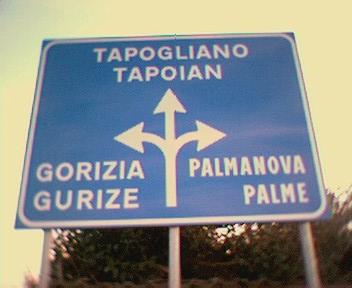
Preavviso di direzione bilingue italiano/friulano a Udine.

Nel Friuli-Venezia Giulia, il cui Statuto Speciale (legge costituzionale n. 1 del 31 gennaio 1963) non cita specificatamente le minoranze linguistiche se non in termini di principio di eguaglianza ("Nella Regione è riconosciuta parità di diritti e di trattamento a tutti i cittadini, qualunque sia il gruppo linguistico al quale appartengono, con la salvaguardia delle rispettive caratteristiche etniche e culturali.").
La minoranza slovena è inoltre tutelata dallo Statuto speciale allegato al Memorandum d'intesa di Londra del 5 ottobre 1954, richiamato dall'articolo 8 del Trattato di Osimo tra la Repubblica italiana e la Repubblica di Jugoslavia del 10 novembre 1975, dalla legge n. 482 del 15 dicembre 1999 "Norme in materia di tutela delle minoranze linguistiche storiche" e dalla Legge n. 38 del 23 febbraio 2001 ("Norme a tutela della minoranza linguistica slovena della regione Friuli-Venezia Giulia") che all'art. 1 "(...) riconosce e tutela i diritti dei cittadini italiani appartenenti alla minoranza linguistica slovena presente nelle province di Trieste, Gorizia e Udine." e all'art. 8 "Fermo restando il carattere ufficiale della lingua italiana, alla minoranza slovena presente nel territorio di cui all'articolo 1 è riconosciuto il diritto all'uso della lingua slovena nei rapporti con le autorità amministrative e giudiziarie locali (...) aventi sede nel territorio (...) e competenza nei comuni (...). È riconosciuto altresì il diritto di ricevere risposta in lingua slovena (...). Nei comuni (...) gli atti e i provvedimenti di qualunque natura destinati ad uso pubblico e redatti su moduli predisposti, compresi i documenti di carattere personale quali la carta di identità e i certificati anagrafici, sono rilasciati, a richiesta dei cittadini interessati, sia in lingua italiana e slovena sia nella sola lingua italiana. L'uso della lingua slovena è previsto anche con riferimento agli avvisi e alle pubblicazioni ufficiali.(...)". All'art.10 inoltre "l'uso della lingua slovena è previsto in aggiunta a quella italiana nelle insegne degli uffici pubblici, nella carta ufficiale e, in genere, in tutte le insegne pubbliche, nonché nei gonfaloni.
Da segnalare in Friuli Venezia Giulia è la particolarità del resiano, parlato in Val Resia e considerato dall'UNESCO "lingua in pericolo". Secondo gli studi linguistici si tratta di un dialetto sloveno molto particolare per le vicissitudini storiche dei luoghi in cui viene parlato, tanto che una parte consistente dei suoi parlanti non conosce lo sloveno standard né si considera appartenente alla nazionalità slovena. La legislazione ingloba il resiano all'interno della tutela della minoranza slovena.
La lingua friulana è tutelata oltre che dalla Legge n. 482 del 15 dicembre 1999 "Norme in materia di tutela delle minoranze linguistiche storiche", dalla Legge Regionale n. 15 del 22 marzo 1996 (Norme per la tutela e la promozione della lingua e della cultura friulane e istituzione del servizio per le lingue regionali e minoritarie) e dalla Legge Regionale n. 29 del 18 dicembre 2007 (Norme per la tutela, valorizzazione e promozione della lingua friulana).

In materia di toponomastica friulana, la legge regionale n. 29/2007 stabilisce che la denominazione in lingua friulana di comuni, frazioni e località è stabilita dalla Regione, su proposta dell’Agjenzie Regjonâl pe Lenghe Furlane (ARLeF), tenuto conto delle varianti locali, e d’intesa con i comuni interessati. L'uso non ufficiale di toponimi bilingui o esclusivamente in lingua friulana può essere deliberato anche in modo unilaterale da parte degli organi eletti dei comuni (art. 11, c. 5).
In riferimento ai comuni di lingua tedesca è stata emessa la Legge Regionale n. 4 del 15 febbraio 1999 (Disposizioni per la formazione del bilancio pluriennale ed annuale della Regione: Tutela e valorizzazione del patrimonio linguistico e culturale delle comunità locali di cultura germanofona) ed è presente una citazione delle popolazioni germanofone della Val Canale all'art. 5 della Legge n. 38 del 23 febbraio 2001.
Nessuna specifica norma di tutela è invece prevista per il romancio (friulano e ladino) studiato dal goriziano Graziadio Isaia Ascoli come una delle tre varianti fondamentali di un'unica realtà geografica e storica.

## Sardegna

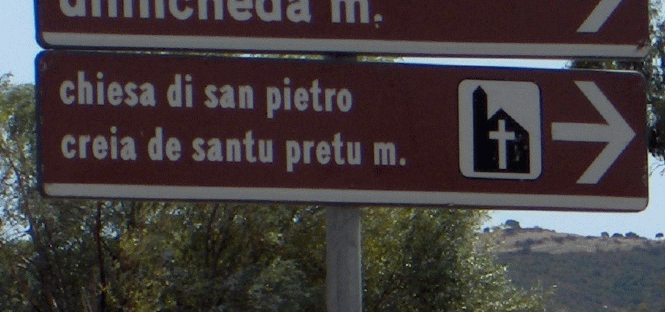
Segnaletica locale bilingue italiano/sardo in Sardegna.

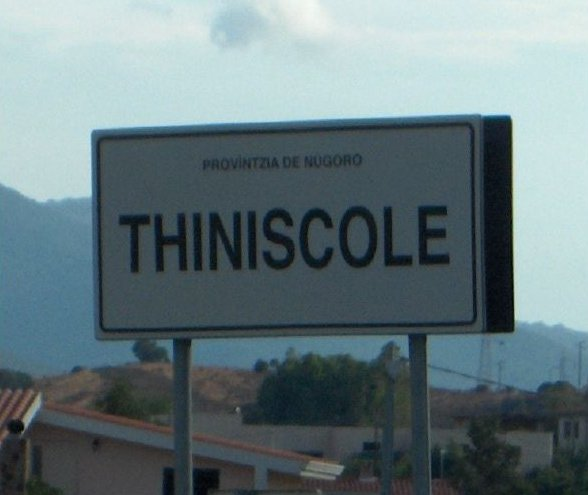
Segnale di inizio centro abitato in sardo a Siniscola/Thiniscole.

In Sardegna la lingua sarda, oltre che dalla Legge n. 482 del 15 dicembre 1999 "Norme in materia di tutela delle minoranze linguistiche storiche" è stata inoltre riconosciuta con Legge Regionale n. 26 del 15 ottobre 1997 "Promozione e valorizzazione della cultura e della lingua della Sardegna" come seconda lingua ufficiale della Regione autonoma della Sardegna, a fianco dell'italiano.
La legge regionale mira a dare tutela e valorizzazione della lingua e della cultura, pari dignità rispetto alla lingua italiana con riferimento anche al catalano di Alghero, al tabarchino delle isole del Sulcis, al dialetto sassarese e a quello gallurese, la conservazione del patrimonio culturale/bibliotecario/museale, la creazione di Consulte Locali sulla lingua e la cultura, la catalogazione e il censimento del patrimonio culturale, concessione di contributi regionali ad attività culturali, programmazioni radiotelevisive e testate giornalistiche in lingua, uso della lingua sarda in fase di discussione negli organi degli enti locali e regionali con verbalizzazione degli interventi accompagnata dalla traduzione in italiano, uso nella corrispondenza e nelle comunicazioni orali, ripristino dei toponimi in lingua sarda e installazione di cartelli segnaletici stradali e urbani con la denominazione bilingue.

## Sicilia

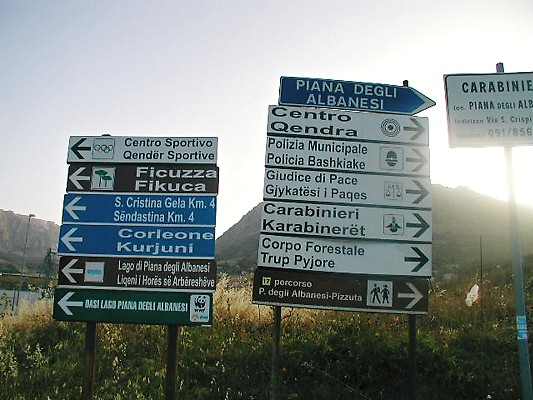
Segnaletica direzionale bilingue italiano/albanese nella città metropolitana di Palermo.

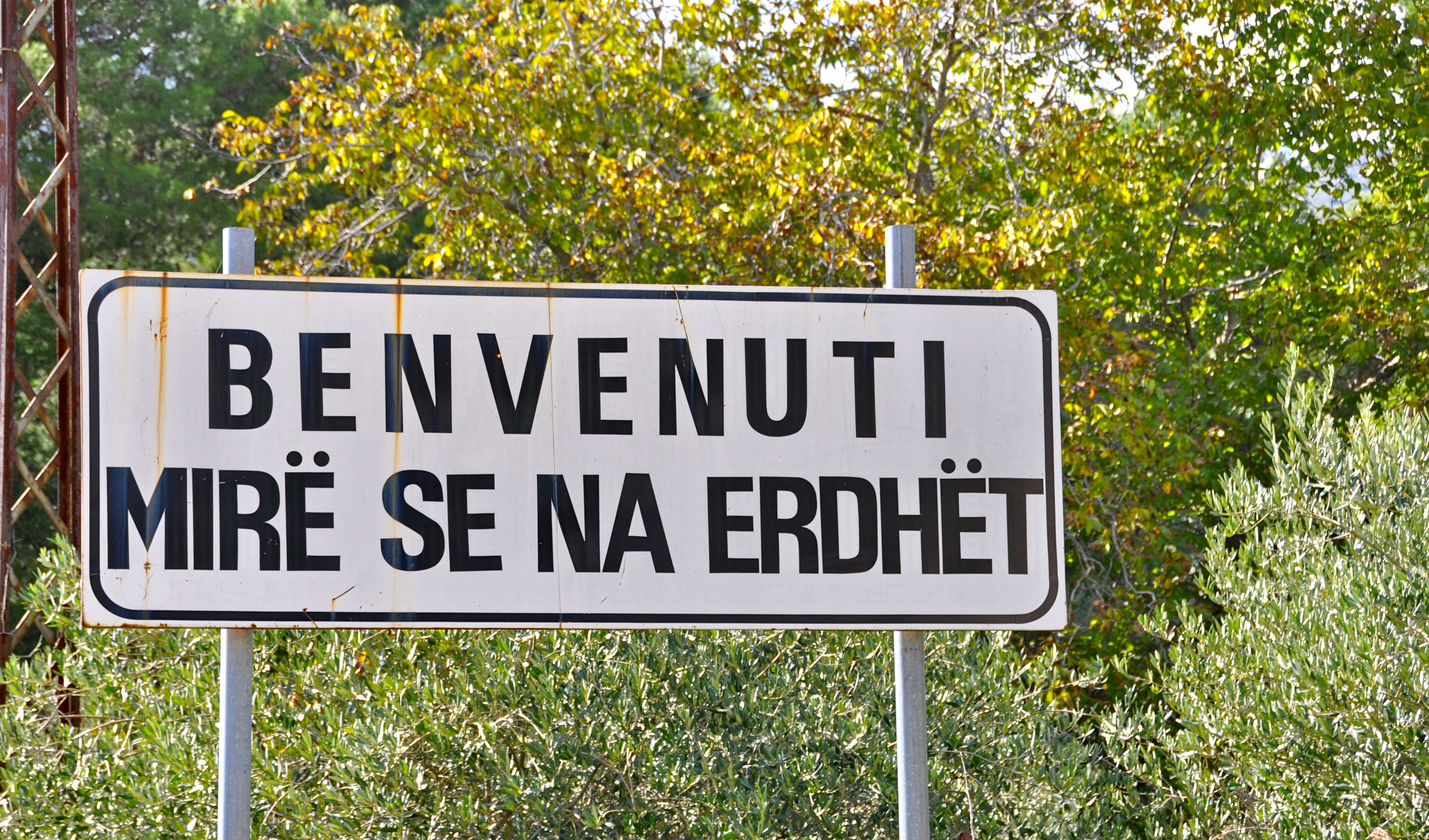
Segnaletica locale bilingue italiano/albanese a Piana degli Albanesi.

In Sicilia è presente la segnaletica stradale bilingue, in italiano e in albanese, all'interno e nei dintorni dei comuni albanofoni nella città metropolitana di Palermo: Contessa Entellina, Piana degli Albanesi, Santa Cristina Gela (in alcuni più rari casi anche a Mezzojuso e Palazzo Adriano). La minoranza etno-linguistica albanese d’Italia, giacché tutelata in precedenza dalla Regione Siciliana, è riconosciuta dallo Stato italiano ai sensi della legge 482/1999. Le amministrazioni comunali hanno il riconoscimento di utilizzare negli atti pubblici e nei documenti ufficiali, per la tutela e la valorizzazione della lingua e della cultura, anche l'albanese, o possono essere redatti nell'una o nell'altra lingua. I cittadini hanno facoltà di usare la propria lingua nei rapporti orali e scritti con gli uffici della pubblica amministrazione, ai sensi della vigente legislazione che tutela le minoranze etniche e linguistiche. Nell'ambito locale anche le scuole dell'obbligo prevedono l'insegnamento della lingua albanese, che può essere utilizzata in attività culturali, programmazioni radiotelevisive, radiofoniche e in testate.
Cartellonistica bilingue è presente anche in alcuni centri gallo-italici dell’isola.

## Veneto
In Veneto sono presenti cartelli bilingui principalmente nelle zone montane, dove a prevalere è il ladino. In molti comuni dei territori dolomitici infatti, tra i quali ricordiamo i comuni dell'Agordino e del Cadore, il bilinguismo è diffuso nei cartelli di molti paesi.